# 양 (남조)

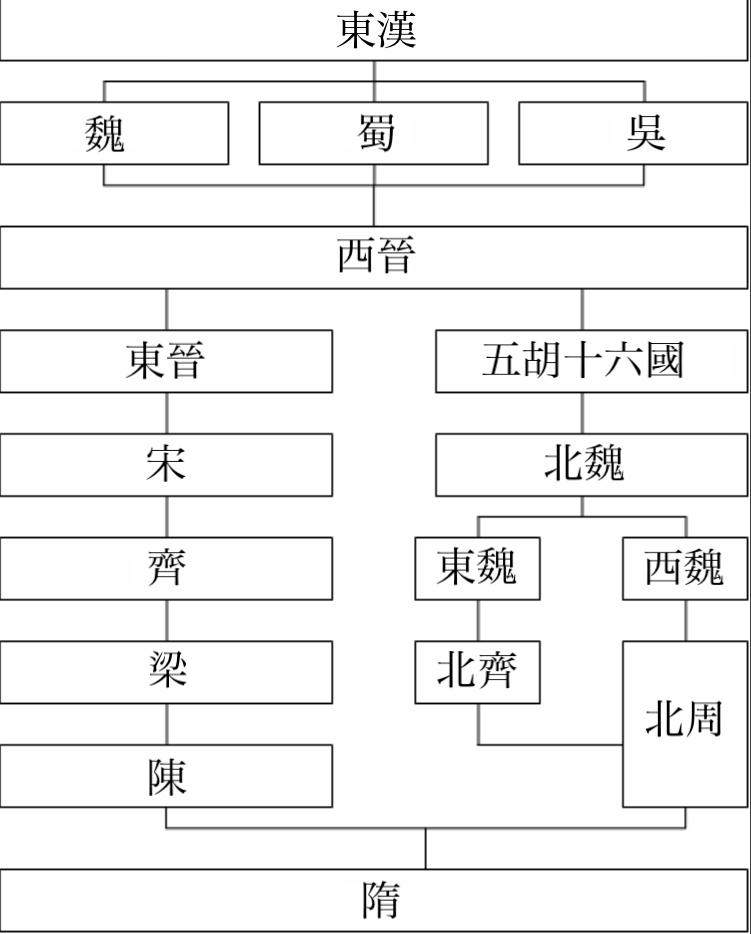
위진 남북조 왕조들의 계통도

양(梁, 502년 ~ 557년)은 중국 남북조 시대 강남에 건국된 남조의 3번째 왕조이다.

## 역사
남제 말기에 황제였던 동혼후는 폭정을 해 많은 대신들을 살해했고 먼 친척인 소의를 살해했다. 옹주자사로 양양에 있던 소의의 동생인 소연은 폭군을 처단한다는 명분으로 군사를 일으켜 건강을 함락한 뒤 동혼후를 살해한 뒤 화제를 옹립했다. 502년에 소연은 화제로부터 제위를 선양받아 양나라를 건국하니 그가 바로 무제이다.
무제의 치세는 48년이란 긴 기간이었고, 그동안 내정을 정비하여 구품관인법을 개선했고 불교를 장려하여 국내를 안정시켰으며 문화를 번영시켰다. 대외관계도 비교적 평온하여 약 50년간 태평성대를 유지하여 남조 역사상 최전성기를 보냈다. 또한 무제의 맏아들인 소명태자가 편찬한 《문선》은 후세에까지 전해지는 훌륭한 문헌이다.
그러 무제의 50년에 걸친 치세 후반에는 불교에 너무 심취하여 스스로 동태사(同太寺)에 여러 번 사신(捨身)을 행하는 무모한 짓을 여러 번 일으켰다. 그럴 때마다 신하들은 막대한 돈을 들여 무제를 되찾아 왔기에 국고가 크게 궁핍해졌다. 퇴위 후 법황의 신분이라면 모르나 재임 도중에 황제를 잃는 일은 없었기 때문에 이런 황당한 일이 벌어진 것이었다.
548년 동위의 무장이었던 후경이 투항해 왔다가 반란을 일으켜 수도인 건강으로 진격했다(후경의 난). 다음해 건강이 함락되었고, 무제는 사로잡힌 뒤 쇠약해져 죽었다. 각지에 분봉되었던 종실의 여러 왕들은 형제나 삼촌, 조카들이었기에 서로의 이득을 보고 견제를 한 결과, 모두 황제의 구출에 나서지 않아, 무제가 죽는 걸 보고만 있었다. 후경은 간문제를 옹립했다가 551년에 간문제를 살해하고 예장왕 소동을 제위에 올린 뒤 선양을 받아 황제에 올라 건강에서 즉위했다. 각지에 주둔한 여러 왕들 중 가장 세력이 강했던 형주자사 소역은 왕승변에게 대군을 주어 건강을 공격해 후경을 죽였다.
소역은 즉위한 뒤 황폐화된 건강을 버리고 강릉으로 수도를 옮기니 그가 바로 원제이다. 그러나 이 혼란을 틈타 남정에 나선 서위는 익주자사 무릉왕 소기와 원제의 대립을 틈타 익주를 점령했다. 또한 양양을 바치고 투항해온 소찰을 이용하여 554년 강릉을 공격하여 함락시킨 뒤 원제를 죽였고 그곳의 주민들을 관중으로 강제 이주시켰다. 건강의 파괴와 강릉의 함락은 남조의 귀족들에게 치명적인 타격을 주었다.
한편, 후경의 난을 평정한 이후 건강에 주둔하던 왕승변은 555년 북제의 압력에 정양후 소연명을 맞이하여 옹립하였으나(민제), 진패선이 이에 반대하여 군사를 일으켜 왕승변을 죽이고 민제를 퇴위하게 한 뒤, 원제의 아들 진안왕 소방지를 옹립하니 그가 바로 경제이다. 557년에 경제는 진패선에게 제위를 선양하니, 양나라는 멸망하였고 진패선의 진나라가 건국되었다.

## 역대 황제
| 대수   | 묘호                              | 시호                                 | 성명           | 연호 | 재위기간      | 능호               |
| ------ | --------------------------------- | ------------------------------------ | -------------- | --- | ------------- | ------------------ |
| -      | 양 태조 (梁太祖) (양 무제 추숭)   | 문황제 (文皇帝)                      | 소순지(蕭順之) | - | -             | -                  |
| 제1대  | 양 고조 (梁高祖)                  | 무황제 (武皇帝)                      | 소연(蕭衍)     | 천감(天監)502년 ~ 519년 보통(普通) 520년 ~ 527년 대통(大通) 527년 ~ 529년 중대통(中大通) 529년 ~ 534년 대동(大同) 535년 ~ 546년 중대동(中大同) 546년 ~ 547년 태청(太淸) 547년 ~ 549년 | 502년 ~ 549년 | 수릉(修陵)         |
| 비정통 | -                                 | - (임하왕<臨賀王>)                   | 소정덕(蕭正德) | 정평(正平) 548년 ~ 549년 | 548년 ~ 549년 | -                  |
| 제2대  | 양 태종 (梁太宗)                  | 간문황제 (簡文皇帝)                  | 소강(蕭綱)     | 대보(大寶) 550년 ~ 551년 | 549년 ~ 551년 | 장릉(莊陵)         |
| -      | 양 고종 (梁高宗) (후량 선제 추숭) | 소명황제 (昭明皇帝) (양 회양왕 추숭) | 소통(蕭統)     | - | -             | 안녕릉(安寧陵)     |
| -      | -                                 | 안황제 (安皇帝) (양 회양왕 추숭)     | 소환(蕭歡)     | - | -             | -                  |
| 제3대  | -                                 | - (회양왕<淮陽王>)                   | 소동(蕭棟)     | 천정(天正) 551년 | 551년         | 회양왕묘(淮陽王墓) |
| 비정통 | -                                 | - (무릉정헌왕<武陵貞獻王>)           | 소기(蕭紀)     | 천정(天正) 552년 ~ 553년 | 552년 ~ 553년 | -                  |
| 제4대  | 양 세조 (梁世祖)                  | 효원황제 (孝元皇帝)                  | 소역(蕭繹)     | 승성(承聖) 552년 ~ 555년 | 552년 ~ 554년 | 강릉(江陵)         |
| 제5대  | 양 숙종 (梁肅宗) (양 영가왕 추숭) | 민황제 (閔皇帝) (건안공<建安公>)     | 소연명(蕭淵明) | 천성(天成) 555년 | 555년         | 건안공묘(建安公墓) |
| 제6대  | 양 목종 (梁穆宗) (양 영가왕 추숭) | 경황제 (敬皇帝) (효성황제<孝成皇帝>) | 소방지(蕭方智) | 소태(紹泰) 555년 ~ 556년 태평(太平) 556년 ~ 557년 | 555년 ~ 557년 | 강음왕묘(江陰王墓) |
| 비정통 | -                                 | - (영가왕<永嘉王>)                   | 소장(蕭莊)     | 천계(天啓) 558년 ~ 560년 | 558년 ~ 560년 | -                  |

## 같이 보기
- 양주 (쓰촨성)
- 진 (남조)